# Margarita Aliychuk
Margarita Aliychuk (Tomsk, 10 de agosto de 1990) é uma ginasta russa, que compete em provas de ginástica rítmica.
Foi medalha de ouro por equipes no Campeonato Mundial de Ginástica Rítmica (Patras 2007) nas provas "5 arcos", "3 arcos + 2 maças" e na soma total. Nos Jogos Olímpicos de Pequim (2008) conquistou a medalha de ouro na Ginástica rítmica por equipe.